# Chaikasem Nitisiri
Chaikasem Nitisiri (thaï : ชัยเกษม นิติสิริ), né le 26 août 1948, est un homme politique et professeur d'université thaïlandais. Il est ministre de la Justice (en) dans le gouvernement de Yingluck Shinawatra jusqu'à son limogeage lors du coup d'État de 2014. Chaikasem est membre du Pheu Thai et est l'un des candidats au poste de Premier ministre en 2019 et en 2023.

## Biographie
Chaikasem Nitisiri est diplômé en droit de l'université Columbia. Il exerce d'abord comme avocat au barreau thaïlandais puis poursuit une carrière de procureur. Après sa retraite, il enseigne le droit à l'université Chulalongkorn.